# Piero Barucci
Piero Barucci (ur. 29 czerwca 1933 we Florencji) – włoski ekonomista, menedżer, nauczyciel akademicki i polityk, w latach 1992–1994 minister.

## Życiorys
Absolwent ekonomii na Uniwersytecie Florenckim. Był profesorem ekonomii politycznej oraz historii doktryn ekonomicznych na uniwersytetach w Sienie i we Florencji (1966–1990), na drugiej z tych uczelni zajmował stanowisko dziekana wydziału ekonomii i handlu. Pełnił różne funkcje w przedsiębiorstwach m.in. sektora bankowego i ubezpieczeniowego. Był prezesem banku Banca Monte dei Paschi di Siena (1983–1990), członkiem rady dyrektorów państwowego holdingu IRI (1987–2000), prezesem zrzeszenia banków włoskich ABI (1987–1991) i dyrektorem zarządzającym Credito Italiano (1990–1992).
Z rekomendacji Chrześcijańskiej Demokracji wchodził w skład rządów, którymi kierowali Giuliano Amato i Carlo Azeglio Ciampi (1992–1994). Pełnił funkcję ministra skarbu, w pierwszym z nich do 1993 odpowiadał również za służby publiczne. Powrócił następnie do sektora bankowego. W 2007 dołączył do urzędu antymonopolowego AGCM.